# Черговий рейс
«Черговий рейс» —  радянський художній фільм знятий у 1958 році режисером Рафаїлом Гольдіним на Свердловській кіностудії.

## Сюжет
Використовуючи службову машину в особистих цілях, Кирило Воронов (Георгій Юматов), накликає на себе неприйняття колективу і особливо найкращого шофера бази та брата своєї дівчини - Антона Криленка (Станіслав Чекан), з яким він має відправитися у складний і тривалий рейс. Труднощі поїздки зближують Антона і Кирила. Тепер Воронов по-новому оцінює свою стару поведінку. Попутницею хлопців у рейсі опиняється молода жінка Ксенія (Ізольда Ізвіцька). Вона, працівник нафтоперегінної станції, супроводжує строковий вантаж з устаткуванням. Для долі Ксенії цей рейс теж стає важливим. Почуття, що зародилися  до Антона допомагають їй порвати з минулими, помилковими відносинами. А Антон зрозумів, що Хмельницький непогана людина, що він може бути справжнім товаришем.

## У ролях
- Георгій Юматов — Кирило Воронов
- Надія Румянцева — Аня
- Станіслав Чекан — Антон Криленко
- Афанасій Бєлов — Філімонов
- Всеволод Санаєв — епізод (немає в титрах)
- Вадим Захарченко — тракторист, «хапуга»
- Ізольда Ізвіцкая — Ксенія
- Леонід Кміт — Семен Іванович, завгосп
- Муза Крепкогорська — Тося, подруга Ксенії
- Костянтин Максимов — Шумаков, начальник автоколони
- Надія Петіпа — мати Антона
- Адольф Ільїн — Митрофан Ілліч
- Леонід Оболенський — радить щодо дороги, (немає в титрах)

## Знімальна група
- Режисер-постановник: Рафаїл Гольдін
- Автор сценарію: Борис Васильєв
- Оператор-постановник: Михайло Каменецький
- Художники-постановники: Олексій Лебедєв, Владислав Расторгуєв
- Композитор: Василь Соловйов-Сєдой
- Режисер: Леонід Оболенський